# Micrurus ruatanus
Micrurus ruatanus (роатанський кораловий аспід) — вид отруйних змій родини аспідових (Elapidae). Ендемік Гондурасу.

## Поширення і екологія
Роатанські коралові аспіди є ендеміками острова Роатан в групі островів Іслас-де-ла-Байя. Вони живуть в тропічних листяних лісах. Ведуть напівриючий спосіб життя.

## Збереження
МСОП класифікує цей вид як такий, що перебуває на межі зникнення. Micrurus ruatanus загрожує знищення природного середовища.